# Willy Ulens
Guillaume Frans Gustaaf (Willy) Ulens (Borgerhout, 11 juli 1909 – Antwerpen, 9 november 1970) was een Belgisch voetballer die speelde als aanvaller. Hij speelde in de Eerste klasse bij Antwerp FC en werd in 1933 Belgisch topschutter.
Ulens debuteerde in 1921 bij Borgerhoutsche SK in de jeugd. Hij werd door Antwerp FC weggeplukt in 1925 op 16-jarige leeftijd. Hij kwam meteen in het eerste elftal terecht. Vanaf het daaropvolgende seizoen had hij een vaste basisplaats en werd met Antwerp landskampioen in 1929 en 1931 en tweede in 1930, 1932 en 1933. Ulens werd in het seizoen 1932/33 topschutter in de Eerste klasse met 26 doelpunten. Ulens bleef tot in 1935 bij Antwerp spelen; in totaal speelde hij 215 wedstrijden waarin hij 172 doelpunten scoorde.
In 1935 besloot Ulens om bij derdeklasser Temsche SV te gaan spelen waar hij ook meer geld zou verdienen. In twee seizoenen scoorde hij 58 doelpunten in 51 wedstrijden. AEC Mons leende hem voor een jaar en gaf hem daarna een contract tot 1946. Toen brak echter de Tweede Wereldoorlog uit en in die periode speelde hij niet. Hij speelde ook gelijktijdig voor de Antwerp Boys die opgericht was door een aantal ex-spelers van Antwerp FC. Met Antwerp Boys werd hij vier keer kampioen in hun klasse. Hij sloot zijn carrière af bij VC Booischot waar hij van 1946 tot 1949 speelde. In zijn privéleven werkte hij als magazijnbediende.
In 1935 speelde Ulens één wedstrijd voor het Belgisch voetbalelftal tegen Zwitserland. Hij wist in die wedstrijd niet tot scoren te komen.